# Ceratosauridae
I ceratosauridi (Ceratosauridae) sono una famiglia di grossi dinosauri carnivori caratteristici del Giurassico e del Cretaceo.

## Primitivi carnivori cornuti

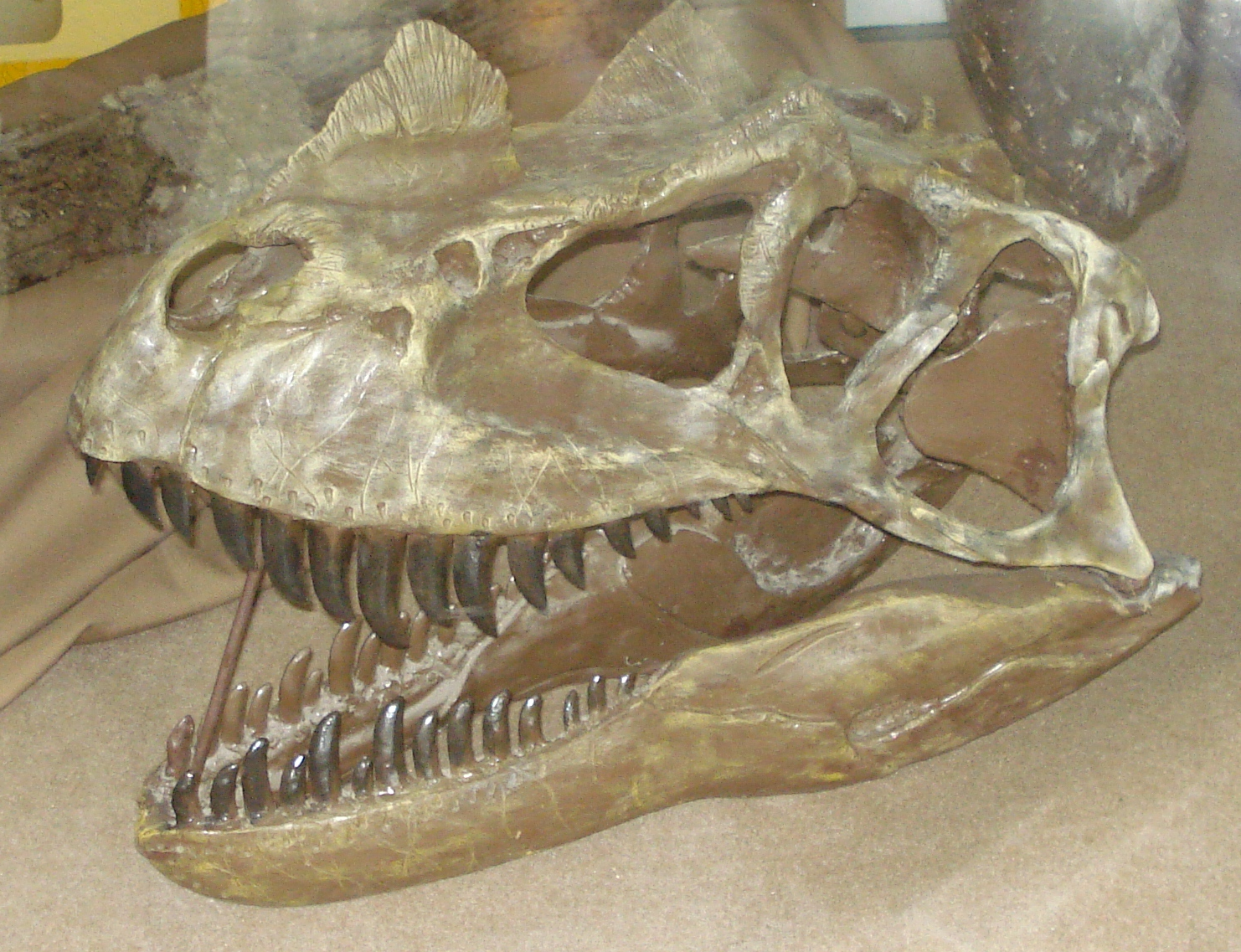
Cranio di ceratosauro, sono evidenti le protuberanze ossee sulla sua sommità

Noti soprattutto per il loro genere tipo (Ceratosaurus), questi animali erano dei carnivori bipedi dotati di un cranio robusto sul quale erano presenti strutture simili a brevi corna. Fino a qualche decennio fa, i ceratosauridi erano considerati stretti parenti dei più famosi allosauri, ma alcune caratteristiche primitive (ad esempio la mano a quattro dita) li pongono al di fuori del gruppo dei tetanuri. Ora i ceratosauridi sono considerati dei teropodi primitivi che, dopo essersi diffusi in Africa e in Nordamerica, hanno probabilmente dato origine al gruppo ben più diversificato degli abelisauroidi.

## Distribuzione
La famiglia dei ceratosauridi comprende, oltre a Ceratosaurus del Giurassico superiore nordamericano, anche Genyodectes del Cretaceo inferiore del Sudamerica. Elaphrosaurus e Spinostropheus, due carnivori dalla struttura gracile vissuti in Africa, potrebbero essere forme ancestrali alla famiglia. È possibile che anche il ben più antico Lukousaurus, del Giurassico inferiore della Cina, appartenga a questo gruppo. Un'altra forma cinese, Chuandongocoelurus del Giurassico medio, potrebbe essere stata simile a Elaphrosaurus. Altri resti frammentari, che potrebbero testimoniare l'esistenza di ceratosauridi giganteschi ("Megalosaurus" ingens), sono stati rinvenuti in Africa orientale, negli strati di Tendaguru.